# Lienz
Lienz (ejtsd ˈli:ɛnt͜s, kb. líenc) a középkorban alapított város Ausztria Tirol tartományában, a Lienzi járás központjaként Kelet-Tirol székhelye. Az első világháború után három részre szakadt Tirol két, Ausztriában maradt része közé beékelődik Salzburg tartomány nyugati része (Dél-Tirol az Olasz Királyságé lett). A város az Isel és a Dráva folyók mellett fekszik. A városi rangot 1242. február 25-én nyerte el.
A terület sokáig kiesett Ausztria vérkeringéséből, csak 1967-ben kapcsolódott be igazán az idegenforgalomba is, amikor megépült a Felbertauern-út (a Felbertauern-alagúttal egyetemben), viszont ennek volt köszönhető hogy Kelet-Tirol őrizte meg leginkább eredetiségét az országban.

## Fekvése
A város körül számos kisebb település, falu található, ezek Lienz agglomerációjába tartoznak (Thurn, Gaimberg, Debant, Tristach, Amlach és Leisach).

## Történelme
A II. világháború végén több tízezer, a Harmadik Birodalom oldalán harcoló kozákot őriztek a város melletti táborban a brit hatóságok. A fogoly katonákkal együtt asszonyok és gyerekek is voltak. A britek kiadták őket a sztálini Szovjetuniónak, ahol mindenkire megtorlás várt (https://hu.m.wikipedia.org/wiki/Kozákok).

## A város szülöttei
- Josef „Pepi” Stiegler (*1937), osztrák olimpiai síversenyző.
- Josef Moser (*1955), Ausztria igazságügyminisztere.

## Képgaléria

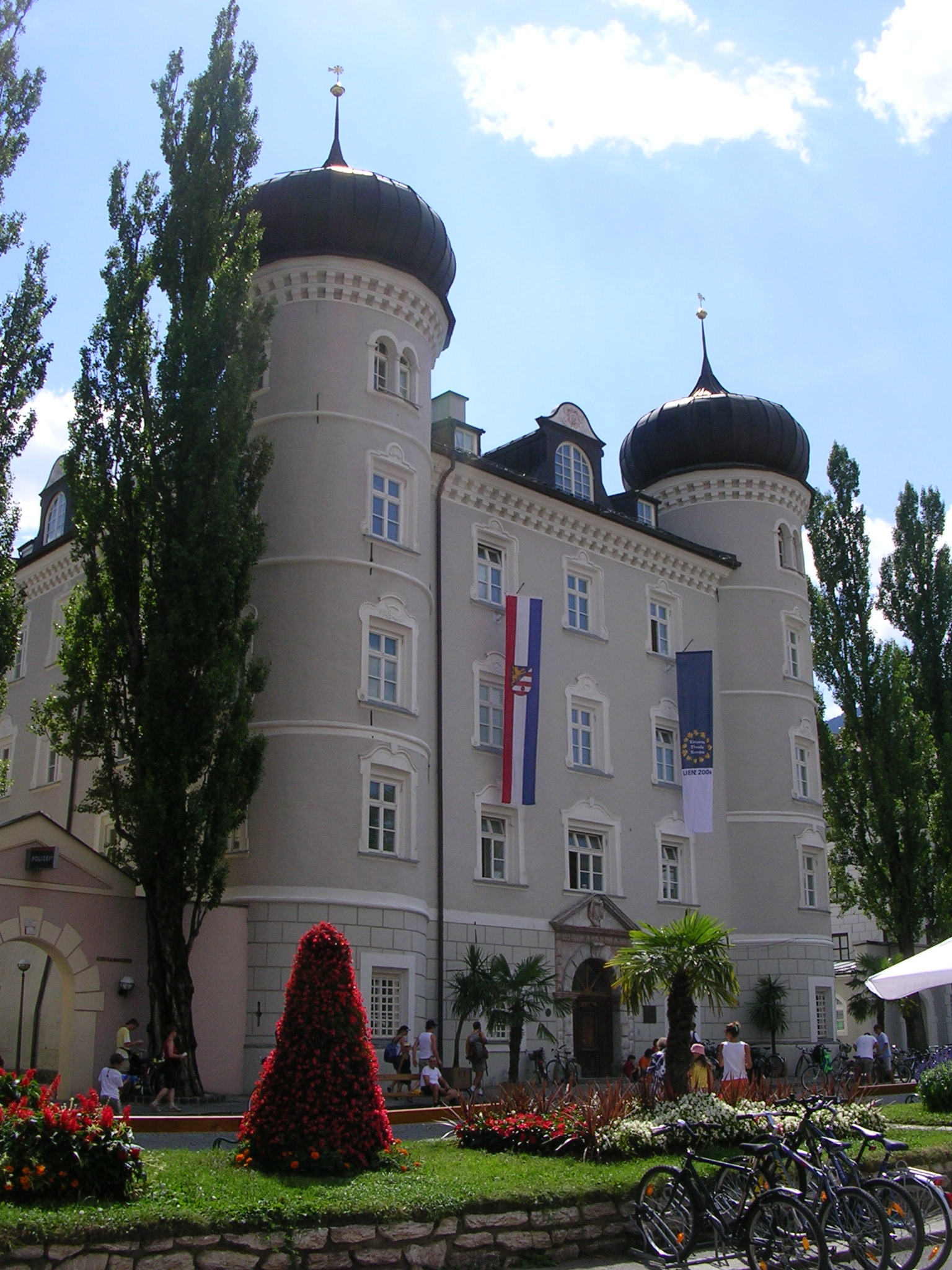
Liebburg, Lienz városháza
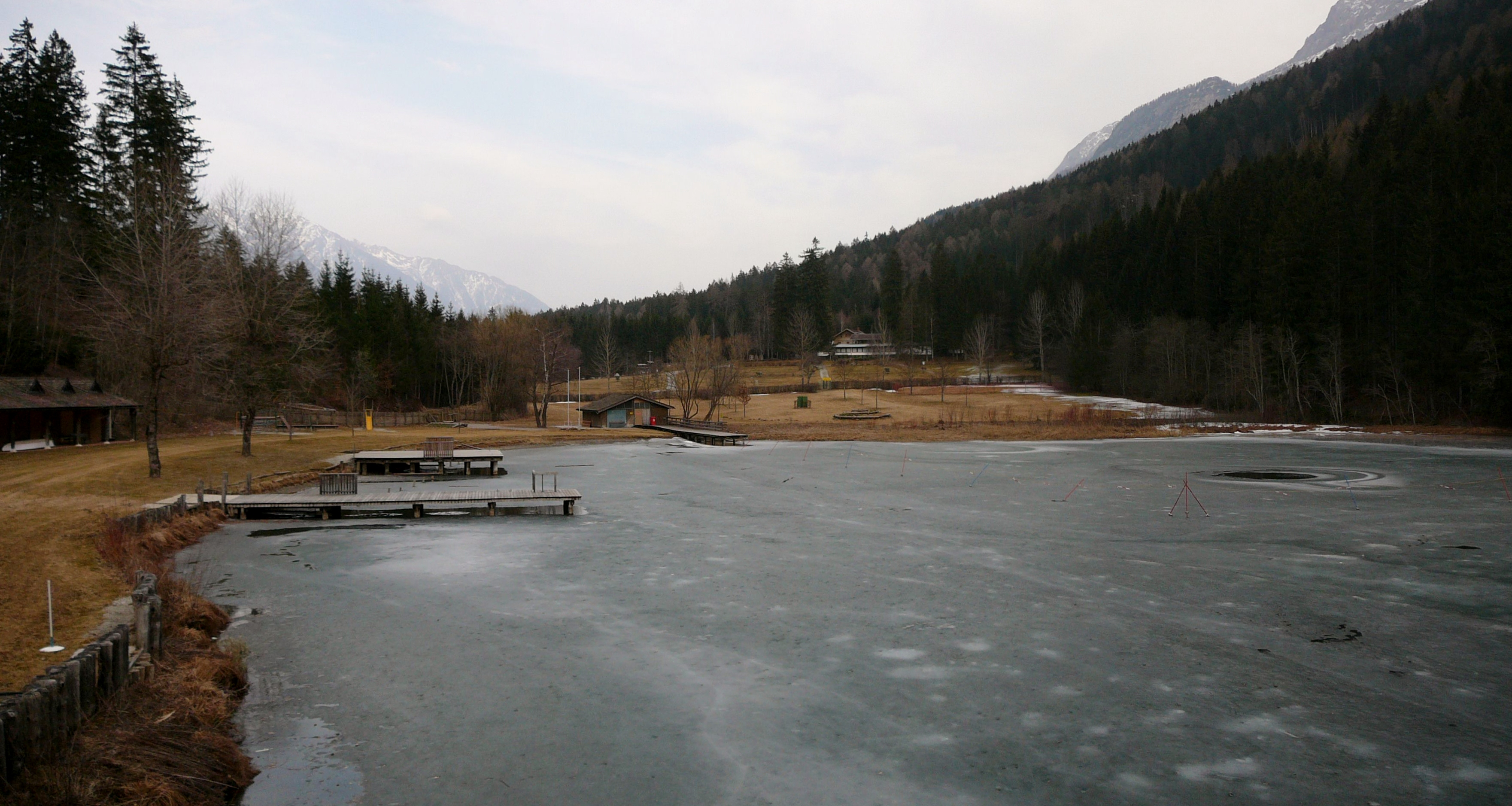
A Tristachi-tó
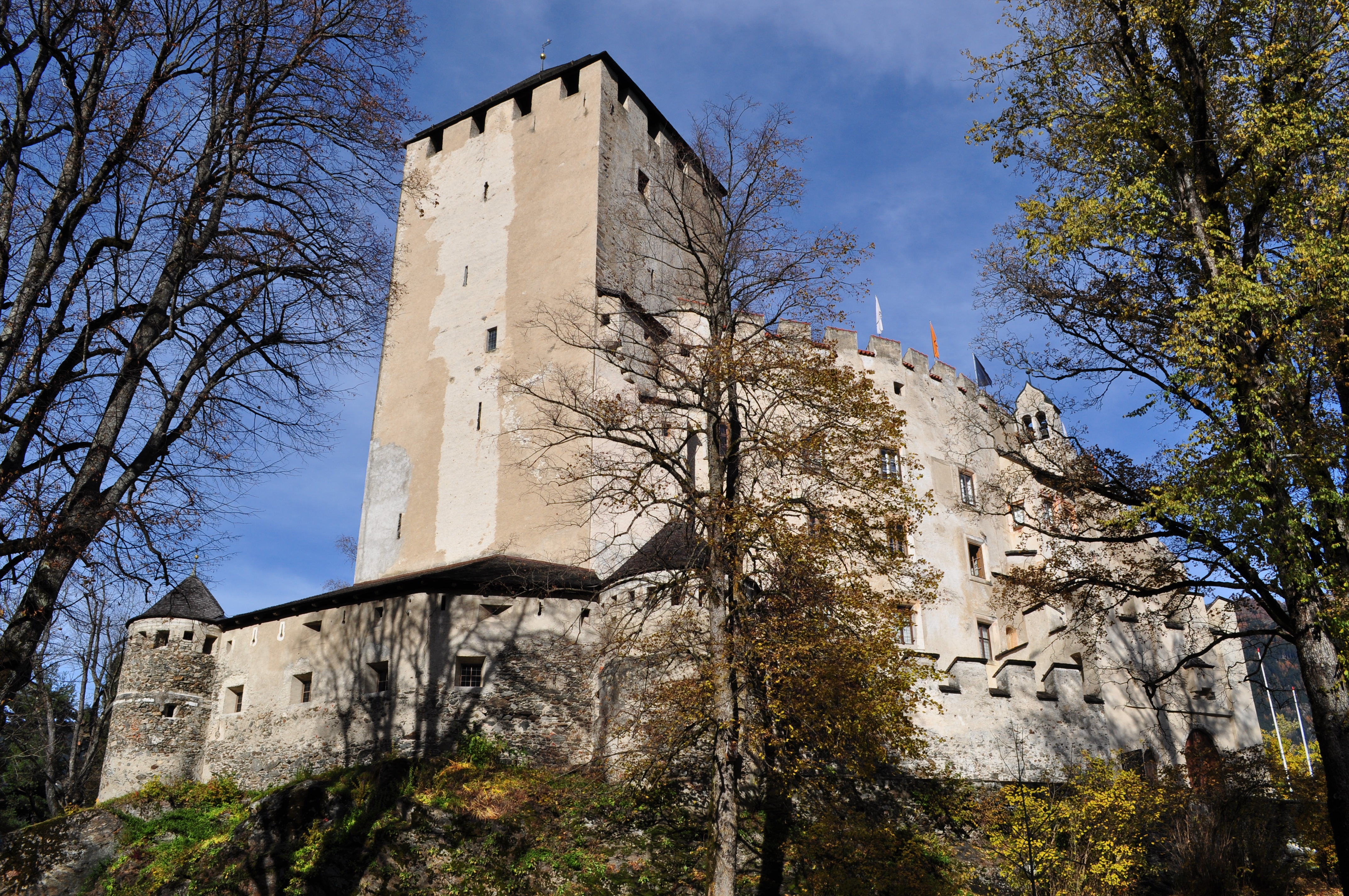
Bruck vára a Hochstein hegyen